# Jop Nieuwenhuizen
Johan Kees (Jop) Nieuwenhuizen (Amsterdam, 3 januari 1977) is een voormalige Nederlandse zanger. In 2000 scoorde hij onder zijn artiestennaam Jop een hit met een cover van Bart van den Bossches nummer Jij bent de zon.
De barman Jop werd in eerste instantie landelijk bekend door het televisieprogramma De Bus van SBS6. In dit programma reisde een groep mensen in een bus vol camera's door Nederland. Toen bekend werd dat Jop tijdens het antecedentenonderzoek verzwegen had een strafblad te hebben wegens mishandeling, moest hij het programma verlaten. Wel mocht hij enige tijd later in het programma een lied zingen voor zijn voormalige medepassagiere Antonette, met wie hij inmiddels een relatie had. Hij zong het nummer Jij bent de zon, wat hij ook vaak voor haar zong toen hij nog meedeed aan het programma. Snel na de uitzending werd het nummer op single uitgebracht en kwam het op de nummer één-positie. Hierna nam Jop samen met Antonette nog een nummer op, maar dit haalde de top 40 niet.
In April 2021 deed hij, zonder succes, mee aan het datingprogramma Lang leve de liefde. (aflevering 189.)
Tegenwoordig heeft Jop een Bar Dancing: De Koets, Grand Café "De Heren van Zeist" te Zeist, een groothandel in Horeca glas "Bierwinst B.V." in Wormerveer en Zeist Events.